# Ariel Castro
Ariel Castro (11. července 1960, San Juan, Portoriko – 3. září 2013, vězení v Ohiu) byl americký zločinec portorického původu, který v letech 2002–2004 unesl a následně až do roku 2013 věznil, mučil a znásilňoval tři mladé ženy. 6. května 2013 se jedné z jeho obětí, Amandě Berry, podařilo zalarmovat kolemjdoucího, který následně informoval policii. Policie Castra zatkla a osvobodila i zbylé dvě oběti. Castro byl 1. srpna 2013 odsouzen k doživotnímu vězení a 3. září téhož roku spáchal v cele sebevraždu oběšením.
Jedna z unesených žen, Michelle Knightová, vydala v roce 2015 biografickou knihu Najděte mě, podle níž byl později natočen film Clevelandský únos.